# Henrik Leek
Lars Henrik Leek (Härnösand, 15 marzo 1990) è un giocatore di curling svedese.

## Carriera
All'apice della carriera ha conquistato la medaglia d'argento ai Giochi olimpici di Pyeongchang nel 2018. 

## Palmarès

### Giochi Olimpici
- 1 medaglia:
  - curling maschile: